# Maia Shibutani
Maia Harumi Shibutani (ur. 20 lipca 1994 w Nowym Jorku) – amerykańska łyżwiarka figurowa, startująca w parach tanecznych z bratem Alexem Shibutanim. Brązowa medalistka olimpijska z Pjongczangu (2018, drużynowo i w parach tanecznych) i uczestniczka igrzysk olimpijskich w Soczi (2014), medalistka mistrzostw świata, mistrzyni czterech kontynentów (2016), medalistka finału Grand Prix oraz dwukrotna mistrzyni Stanów Zjednoczonych (2016, 2017).

## Życie prywatne
Maia Shibutani jest córką Naomi Uyemura i Chrisa Shibutani. Jej rodzina ma pochodzenie japońskie. Ma starszego brata Alexa, który jednocześnie jest jej partnerem sportowym. Od 2005 do 2007 r. mieszkała w Colorado Springs, Kolorado, gdzie miała nauczanie domowe. W 2007 r. przeprowadziła się do Ann Arbor, Michigan, gdzie w 2012 r. ukończyła Huron High School. Razem z bratem Alexem prowadzi kanał na YouTube ShibSibs, gdzie pokazują fragmenty ze swojego życia, treningów i występów.

## Życiorys
Maia Shibutani jest córką Naomi Uyemura i Chrisa Shibutani. Jej rodzina ma pochodzenie japońskie. Ma starszego brata Alexa, który jednocześnie jest jej partnerem sportowym. Wspólnie prowadzą kanał YouTube ShibSibs, gdzie pokazują fragmenty ze swojego życia, treningów i występów. Od 2005 do 2007 r. mieszkała w Colorado Springs, gdzie miała nauczanie domowe. W 2007 r. przeprowadziła się do Ann Arbor, gdzie w 2012 r. ukończyła Huron High School.

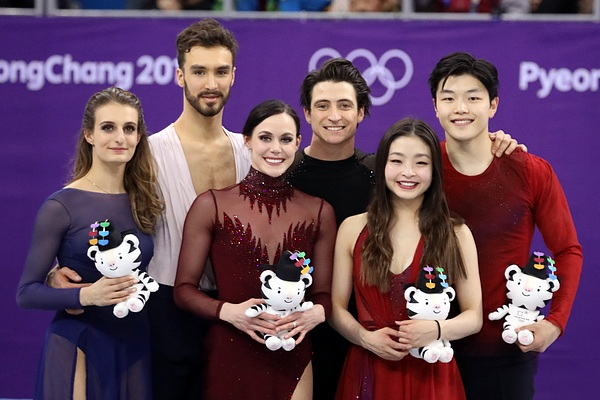
Brązowy medal igrzysk olimpijskich 2018 w parach tanecznych

W sezonie 2017/18 Maia i Alex wygrali dwa zawody z cyklu Grand Prix, Skate America 2017 oraz Rostelecom Cup 2017. Podczas finału Grand Prix w Nagoi powtórzyli sukces sprzed roku i zdobyli brązowy medal. Na mistrzostwach Stanów Zjednoczonych zajęli drugie miejsce tuż za duetem Hubbell i Donohue. Podczas igrzysk olimpijskich 2018 w Pjongczangu zostali wybrani do zawodów drużynowych, gdzie w swojej konkurencji zajęli drugie miejsce za kanadyjską parą Virtue i Moir. Drużyna USA zdobyła brązowy medal, a rodzeństwo Shibutani zostali pierwszym duetem medalistów amerykańskich z pochodzeniem azjatyckim. Podczas zawodów par tanecznych zajmowali czwarte miejsce po tańcu krótkim z notą 77,73 pkt. Następnego dnia zajęli trzecie miejsce w tańcu dowolnym z notą 114,86 pkt i wystarczyło to do zdobycia brązowego medalu z notą łączną 192,59 pkt Shibutani nie wzięli udziału w mistrzostwach świata kończących sezon. 
W maju 2018 roku ogłosili przerwanie kariery amatorskiej i skupili się na występach w rewiach łyżwiarskich.
W grudniu 2019 roku Maia poinformowała o swojej operacji. W październiku trafiła do lekarza z podejrzeniem zatrucia pokarmowego, ale została skierowana na bardziej szczegółowe badania podczas których wykryto guza nerki. Maia przeszła operację usunięcia guza zachowując część nerki i rozpoczęła rekonwalescencję.

## Osiągnięcia
Z Alexem Shibutanim
| Zawody                                | 04–05          | 05–06          | 06–07          | 07–08          | 08–09          | 09–10          | 10–11          | 11–12          | 12–13          | 13–14          | 14–15          | 15–16          | 16–17          | 17–18          |                |                |                |
| Międzynarodowe                        | Międzynarodowe | Międzynarodowe | Międzynarodowe | Międzynarodowe | Międzynarodowe | Międzynarodowe | Międzynarodowe | Międzynarodowe | Międzynarodowe | Międzynarodowe | Międzynarodowe | Międzynarodowe | Międzynarodowe | Międzynarodowe | Międzynarodowe | Międzynarodowe | Międzynarodowe |
| ------------------------------------- | -------------- | -------------- | -------------- | -------------- | -------------- | -------------- | -------------- | -------------- | -------------- | -------------- | -------------- | -------------- | -------------- | -------------- | -------------- | -------------- | -------------- |
| Igrzyska olimpijskie                  |                |                |                |                |                |                |                |                |                | 9              |                |                |                | 3              |                |                |                |
| Mistrzostwa świata                    |                |                |                |                |                |                | 3              | 8              | 8              | 6              | 5              | 2              | 3              | WD             |                |                |                |
| Mistrzostwa czterech kontynentów      |                |                |                |                |                |                | 2              | 4              | 4              |                | 3              | 1              | 2              |                |                |                |                |
| GP Finał Grand Prix                   |                |                |                |                |                |                |                | 5              |                |                | 4              | 4              | 3              | 3              |                |                |                |
| GP Cup of China                       |                |                |                |                |                |                |                | 2              |                |                | 2              |                | 1              |                |                |                |                |
| GP NHK Trophy                         |                |                |                |                |                |                | 3              | 1              | 3              | 3              |                | 1              |                |                |                |                |                |
| GP Rostelecom Cup                     |                |                |                |                |                |                |                |                | 4              |                |                |                |                | 1              |                |                |                |
| GP Skate America                      |                |                |                |                |                |                | 3              |                |                | 3              | 2              |                | 1              | 1              |                |                |                |
| GP Skate Canada International         |                |                |                |                |                |                |                |                |                |                |                | 2              |                |                |                |                |                |
| CS Memoriał Ondreja Nepeli            |                |                |                |                |                |                |                |                |                |                | 1              | 3              |                |                |                |                |                |
| CS Ice Challenge                      |                |                |                |                |                |                |                |                |                |                | 1              |                |                |                |                |                |                |
| Memoriał Ondreja Nepeli               |                |                |                |                |                |                | 5              |                |                |                |                |                |                |                |                |                |                |
| Finlandia Trophy                      |                |                |                |                |                |                |                | 2              |                |                |                |                |                |                |                |                |                |
| Międzynarodowe: Kategorie młodzieżowe |                |                |                |                |                |                |                |                |                |                |                |                |                |                |                |                |                |
| Mistrzostwa świata juniorów           |                |                |                |                | 2              | 4              |                |                |                |                |                |                |                |                |                |                |                |
| JGP w Chorwacji                       |                |                |                |                | 4              | 3              |                |                |                |                |                |                |                |                |                |                |                |
| JGP we Francji                        |                |                |                |                | 1              |                |                |                |                |                |                |                |                |                |                |                |                |
| JGP w Hiszpanii                       |                |                |                |                | 2              |                |                |                |                |                |                |                |                |                |                |                |                |
| JGP w Stanach Zjednoczonych           |                |                |                |                |                | 1              |                |                |                |                |                |                |                |                |                |                |                |
| NACS                                  |                |                | 2 N            |                |                |                |                |                |                |                |                |                |                |                |                |                |                |
| Krajowe                               |                |                |                |                |                |                |                |                |                |                |                |                |                |                |                |                |                |
| Mistrzostwa Stanów Zjednoczonych      |                |                | 1 N            | 4 J            | 2 J            | 1 J            | 2              | 2              | 3              | 3              | 2              | 1              | 1              | 2              |                |                |                |
| Zawody zespołowe                      |                |                |                |                |                |                |                |                |                |                |                |                |                |                |                |                |                |
| Igrzyska olimpijskie                  |                |                |                |                |                |                |                |                |                |                |                |                |                | 3 T 2 P        |                |                |                |

## Programy
Maia Shibutani / Alex Shibutani
| Sezon   | Taniec krótki (SD) | Taniec dowolny (FD) | Pokazy mistrzów |
| ------- | --- | --- | --- |

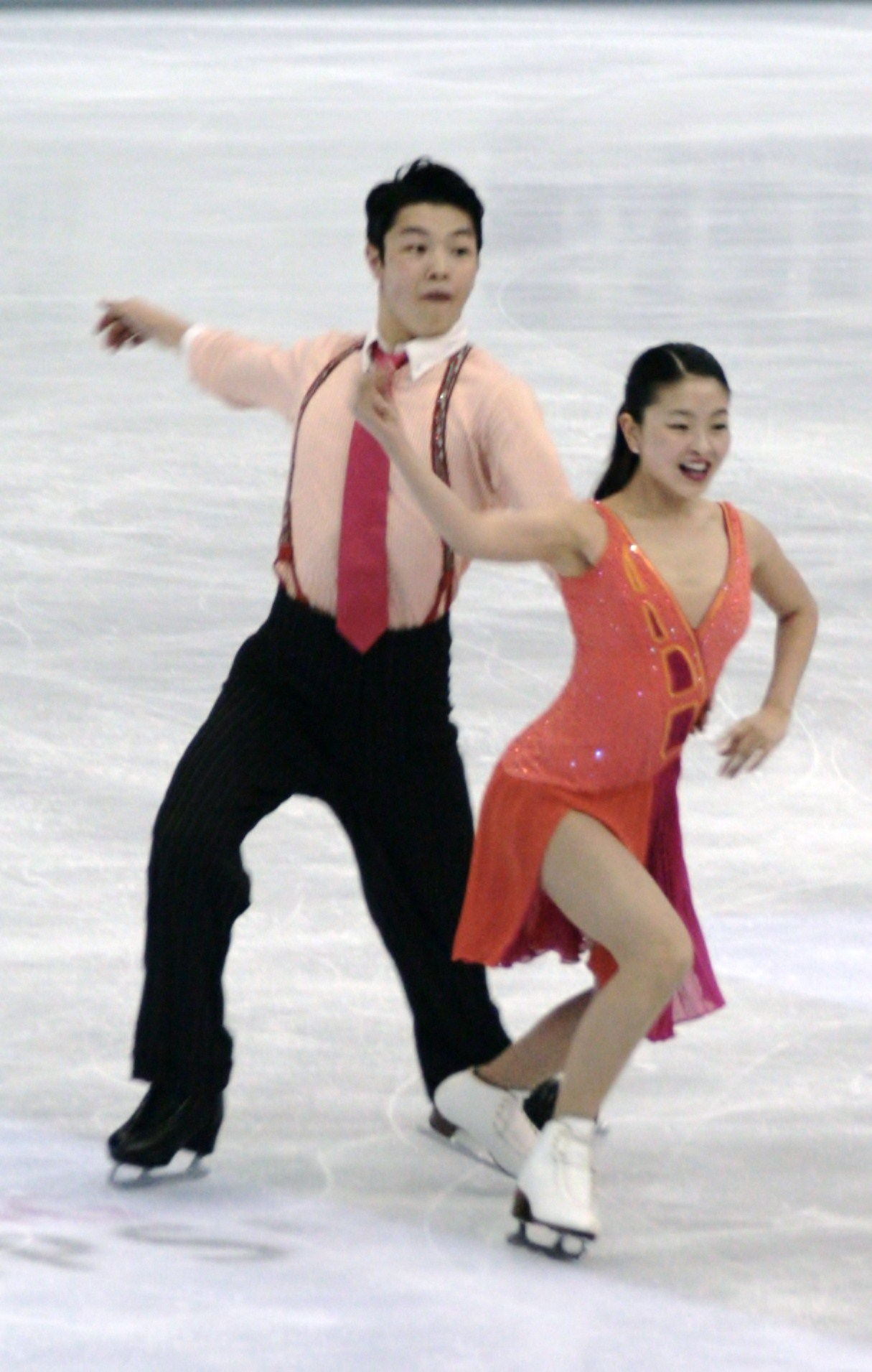
Mistrzostwa świata 2012

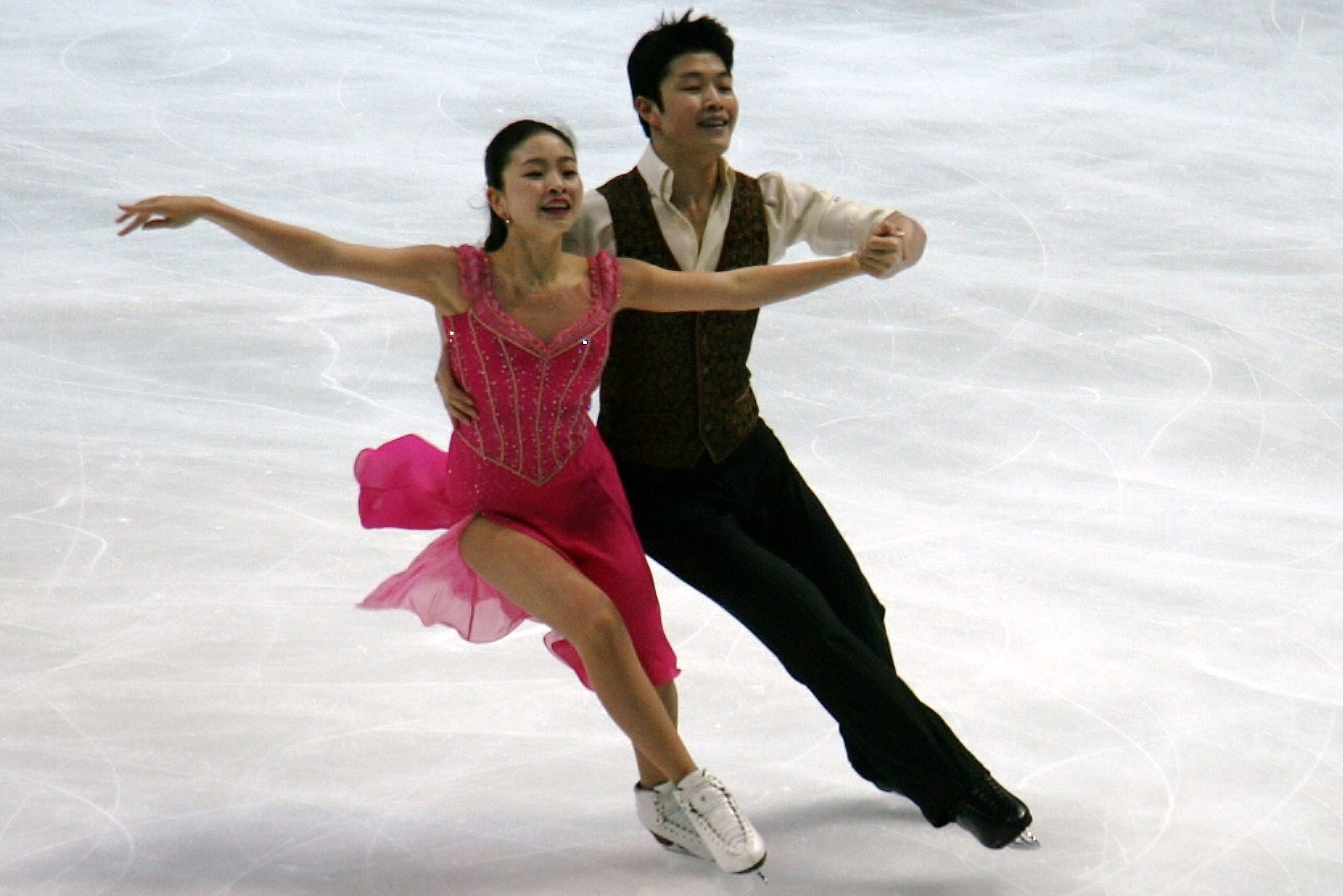
Mistrzostwa świata 2011

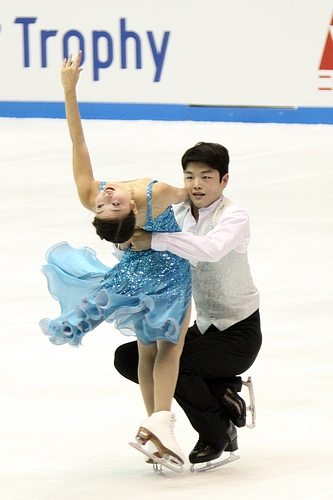
NHK Trophy 2010

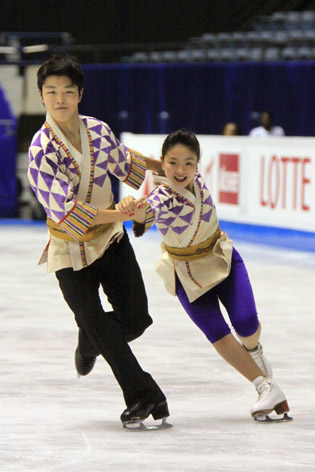
Finał Grand Prix 2009

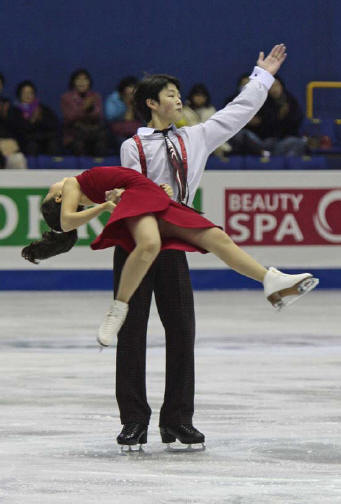
Finał Grand Prix 2008

| 2017–18 | - Mambo: Mambo No. 5 – Pérez Prado - Cha Cha: Cherry Pink (and Apple Blossom White) – Pérez Prado, oryg. Louiguy - Samba: Mambo Jambo/Mambo No. 8 – Pérez Prado                                                | - Paradise – Coldplay | - That's Life – Frank Sinatra, oryg. Dean Kay, Kelly Gordon - That's Life (remix) – Frank Sinatra, Jay Z, aranż. Ryan Conferido choreografia: Hokuto Konishi, Aye Hasegawa, Randi Strong i in. |
| 2016–17 | - Blues: That's Life – Frank Sinatra, oryg. Dean Kay, Kelly Gordon - Hip Hop: That's Life (remix) – Frank Sinatra, Jay Z, aranż. Ryan Conferido choreografia: Hokuto Konishi, Aye Hasegawa, Randi Strong i in. | - Evolution: - Spiegel im Spiegel (Mirror in Mirror) – Anne Akiko Meyers, Akira Eguchi, oryg. Arvo Pärt - Truman Sleeps (z The Truman Show) – Philip Glass - The Departure (z The Leftovers) – The San Francisco Symphony, oryg. Max Richter, aranż. Alex Shibutani choreografia: Maia Shibutani, Alex Shibutani, Marina Zujewa, Oleg Epstein, Massimo Scali i in. | - Do You Remember – Jarryd James choreografia: Stéphane Lambiel |
| 2015–16 | - Waltz, march, waltz: Coppélia – Léo Delibes choreografia: Marina Zujewa, Cheryl Yeager | - Fix You – Coldplay - The Scientist – Coldplay choreografia: Peter Tchernyshev | - Fix You – Coldplay choreografia: Peter Tchernyshev - Clair de Lune – Claude Debussy choreografia: Maia Shibutani, Alex Shibutani                                                             |
| 2014–15 | - Flamenco: Asturias Variations – Isaac Albéniz - Paso Doble: The Last Corrida | - Rosen aus dem Süden – Johann Strauss II - The Blue Danube – Johann Strauss II | - O (Fly On) – Coldplay choreografia: Peter Tchernyshev |
| 2013–14 | Michael Bublé medley: - Foxtrot - Quickstep - Foxtrot | Michael Jackson medley: - Wanna Be Startin' Somethin' - Man in the Mirror - Thriller Michael Jackson medley: - Wanna Be Startin' Somethin' - Ben - Thriller | - I Lived – OneRepublic |
| 2012–13 | - March: Ojos Azul – Incantations - Waltz: Dolencias – Incantations - Polka: Sikureada – Incantations - Waltz and polka: Mary Poppins Overture – Richard M. Sherman, Robert Sherman                            | - Wyznania gejszy – John Williams | - Lost – Michael Bublé |
| 2011–12 | - Samba: Batuca – DJ Dero - Samba: The Girl From Ipanema – Olivia - Samba: Samba de Janeiro – Bellini - Batuca – DJ Dero - Skip to the Bip – Club des Belugas - Jazz Machine– Black Machine                    | - Sun Valley Serenade – Glenn Miller Orchestra - In The Mood - Moonlight Serenade - Chattanooga Choo Choo | - The Prayer – Charlotte Church, Josh Groban |
| 2010–11 | - The Carousel Waltz – Richard Rodgers | - Smile (z Modern Times) – Charlie Chaplin - Let's Face the Music and Dance – Irving Berlin | - The Prayer – Charlotte Church, Josh Groban - La Vie en rose – Louis Armstrong |
| Sezon   | Taniec oryginalny (OD) | Taniec dowolny (FD) | Pokazy mistrzów |
| 2009–10 | - Itsuka Mata – Tetsuro Naito - Ao-ki Kaze – Ryutaro Kaneko | - Tango Rhapsody – Luis Bacalov - La Vie en Rose – Louis Guglielmi | - La Vie en rose – Louis Armstrong |
| 2008–09 | - Miss Pettigrew Lives for a Day – Paul Englishby | - Cinema Paradiso – Ennio Morricone | - Japanese Kodo music |
| 2007–08 | - Japanese Kodo music | - Piano music – Jean-Marie Senia | |
| 2006–07 | | - Wyznania gejszy – John Williams | |

## Rekordy życiowe
Maia Shibutani / Alex Shibutani
| Historyczne rekordy życiowe do sezonu 2018/2019 | Historyczne rekordy życiowe do sezonu 2018/2019 | Historyczne rekordy życiowe do sezonu 2018/2019 | Historyczne rekordy życiowe do sezonu 2018/2019 | Historyczne rekordy życiowe do sezonu 2018/2019 |
| Segment                                         | Data                                            | Punkty                                          | Zawody                                          | Uwagi                                           |
| ----------------------------------------------- | ----------------------------------------------- | ----------------------------------------------- | ----------------------------------------------- | ----------------------------------------------- |
| TSS                                             | 26 listopada 2017                               | 194,25                                          | Skate America 2017                              |                                                 |
| SD                                              | 25 listopada 2017                               | 79,18                                           | Skate America 2017                              |                                                 |
| SD TES                                          | 25 listopada 2017                               | 41,30                                           | Skate America 2017                              |                                                 |
| SD PCS                                          | 25 listopada 2017                               | 37,88                                           | Skate America 2017                              |                                                 |
| FD                                              | 17 lutego 2017                                  | 115,26                                          | Mistrzostwa Czterech Kontynentów 2017           |                                                 |
| FD TES                                          | 20 lutego 2018                                  | 59,37                                           | Igrzyska Olimpijskie 2018                       |                                                 |
| FD PCS                                          | 26 listopada 2017                               | 57,12                                           | Skate America 2017                              |                                                 |
| Historyczne rekordy życiowe do sezonu 2010/2011 |                                                 |                                                 |                                                 |                                                 |
| Segment                                         | Data                                            | Punkty                                          | Zawody                                          | Uwagi                                           |
| CD                                              | 8 października 2009                             | 34,63                                           | JGP w Chorwacji 2009                            |                                                 |
| CD TES                                          | 8 października 2009                             | 19,00                                           | JGP w Chorwacji 2009                            |                                                 |
| CD PCS                                          | 9 marca 2010                                    | 15,79                                           | Mistrzostwa Świata Juniorów 2010                |                                                 |
| OD                                              | 4 września 2009                                 | 56,35                                           | JGP w Stanach Zjednoczonych 2009                |                                                 |
| OD TES                                          | 4 września 2009                                 | 30,90                                           | JGP w Stanach Zjednoczonych 2009                |                                                 |
| OD PCS                                          | 4 września 2009                                 | 25,45                                           | JGP w Stanach Zjednoczonych 2009                |                                                 |